# Lucaninae
Lucaninae là một phân họ lớn nhất của họ Lucanidae.

## Các chi

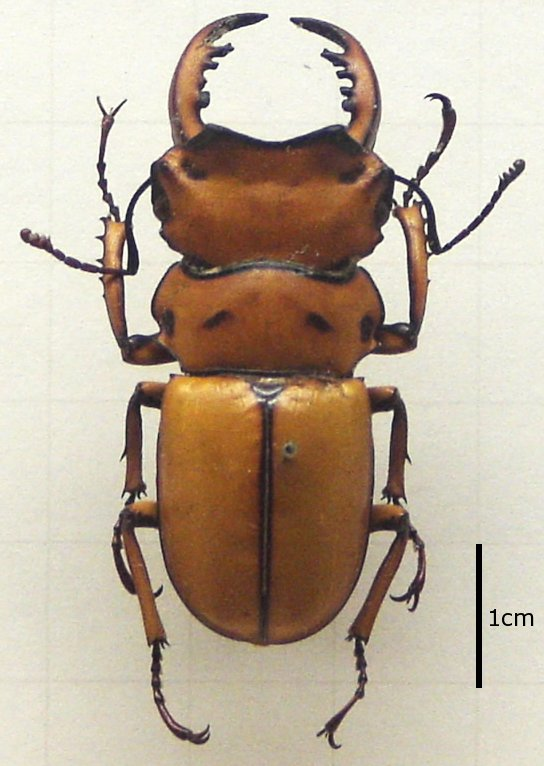
con đực specimen của Homoderus mellyi

Một số loài nổi tiếng cũng được liệt kê ở đây:
- Aegognathus
- Aegus
- Agnus
- Allotopus
- Amneidus
- Andinolucanus
- Aphanognathus
- Apterocyclus
- Apterodorcus Arrow, 1943
- Auxicerus
- Bartolozziolucanus
- Beneshius
- Bomansius
- Brasilucanus
- Cacostomus
  - Cacostomus squamosus
- Calcodes
- Cantharolethrus
  - Cantharolethrus luxeri
- Capreolucanus
- Cardanus
- Casignetus
- Charagmophorus
- Chewlucanus
- Chiasognathus
- Cladophyllus
- Colophon
- Cyclommatus
  - Cyclommatus scutellaris
- Dendezia
- Diasomoides
- Dinonigidius
- Dorculus
- Dorcus
- Dynodorcus
- Eligmodontus
- Epipedesthus
- Eulepidius
- Figulus
- Ganelius
- Geodorcus
- Gnaphaloryx
- Gonometopus
- Hemisodorcus
- Heterochthes
- Hexarthrius
- Homoderus
- Hoplogonus
- Incadorcus
- Leptinopterus
- Lissapterus
- Lissotes
  - Lissotes latidens – Wielangta stag beetle, broad-toothed stag beetle
- Lucanus
- Macrocrates
- Macrodorcas
- Mesotopus
- Metadorcinus
- Metadorcus
- Metallactulus
- Microlucanus
- Neolucanus
  - Neolucanus castanopterus
- Nigidionus
- Nigidius
- Noseolucanus
- Novonigidius
- Odontolabis
  - Odontolabis castelnaudi
  - Odontolabis cuvera
  - Odontolabis femoralis
  - Odontolabis siva
- Onorelucanus
- Oonotus
- Paralissotes
- Penichrolucanus
- Platyceroides
- Platyceropsis
- Platycerus
- Platyfigulus
- Prismognathus
- Prosopocoilus
  - Prosopocoilus astacoides
  - Prosopocoilus biplagiatus
  - Prosopocoilus bison
  - Prosopocoilus giraffa – giraffe stag beetle
  - Prosopocoilus inclinatus
  - Prosopocoilus savagei
- Pseudodorcus
- Pseudorhaetus
- Pycnosiphorus
- Rhaetulus
  - Rhaetulus crenatus
- Rhaetus
- Rhyssonotus
- Sclerostomus
- Scortizus
- Serrognathus
- Sphaenognathus
- Telodorcus
- Tetrarthrius
- Velutinodorcus
- Vinsonella
- Weinreichius
- Xiphodontus
- Yumikoi

## Hình ảnh

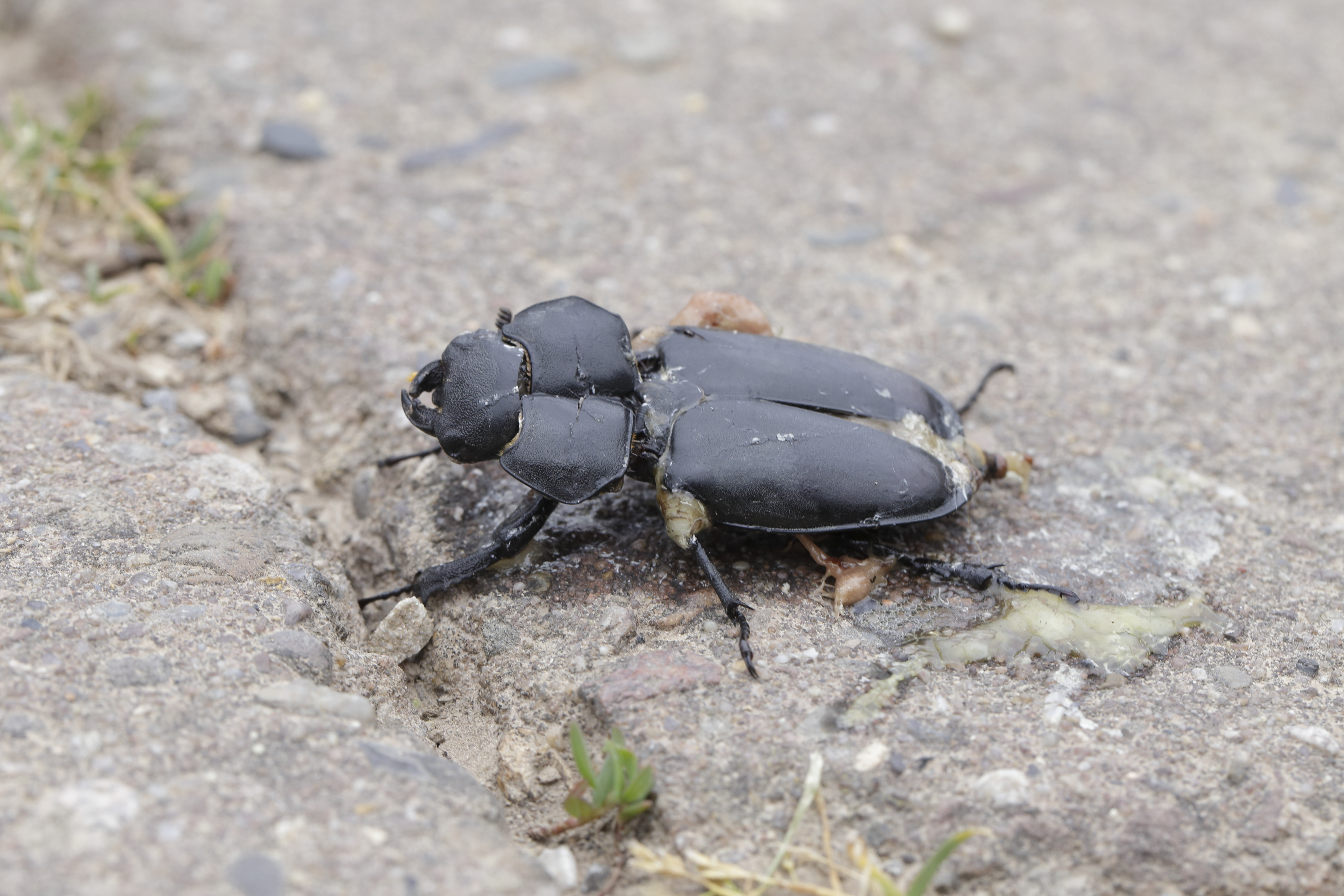
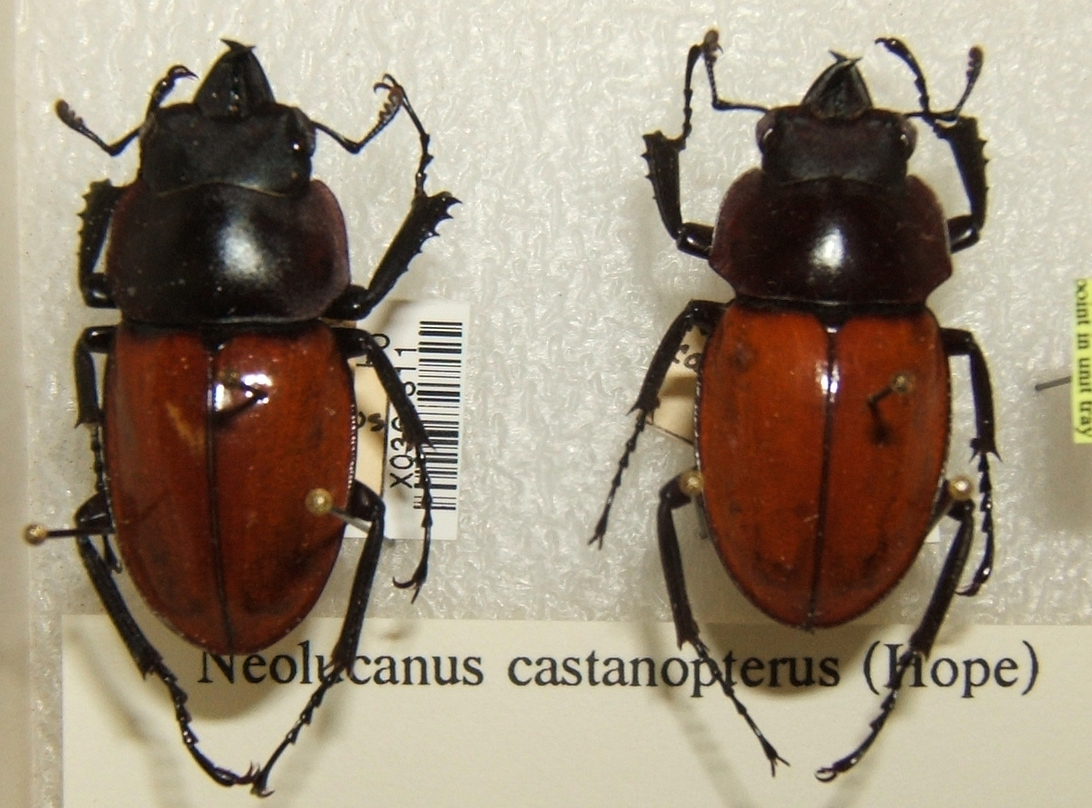
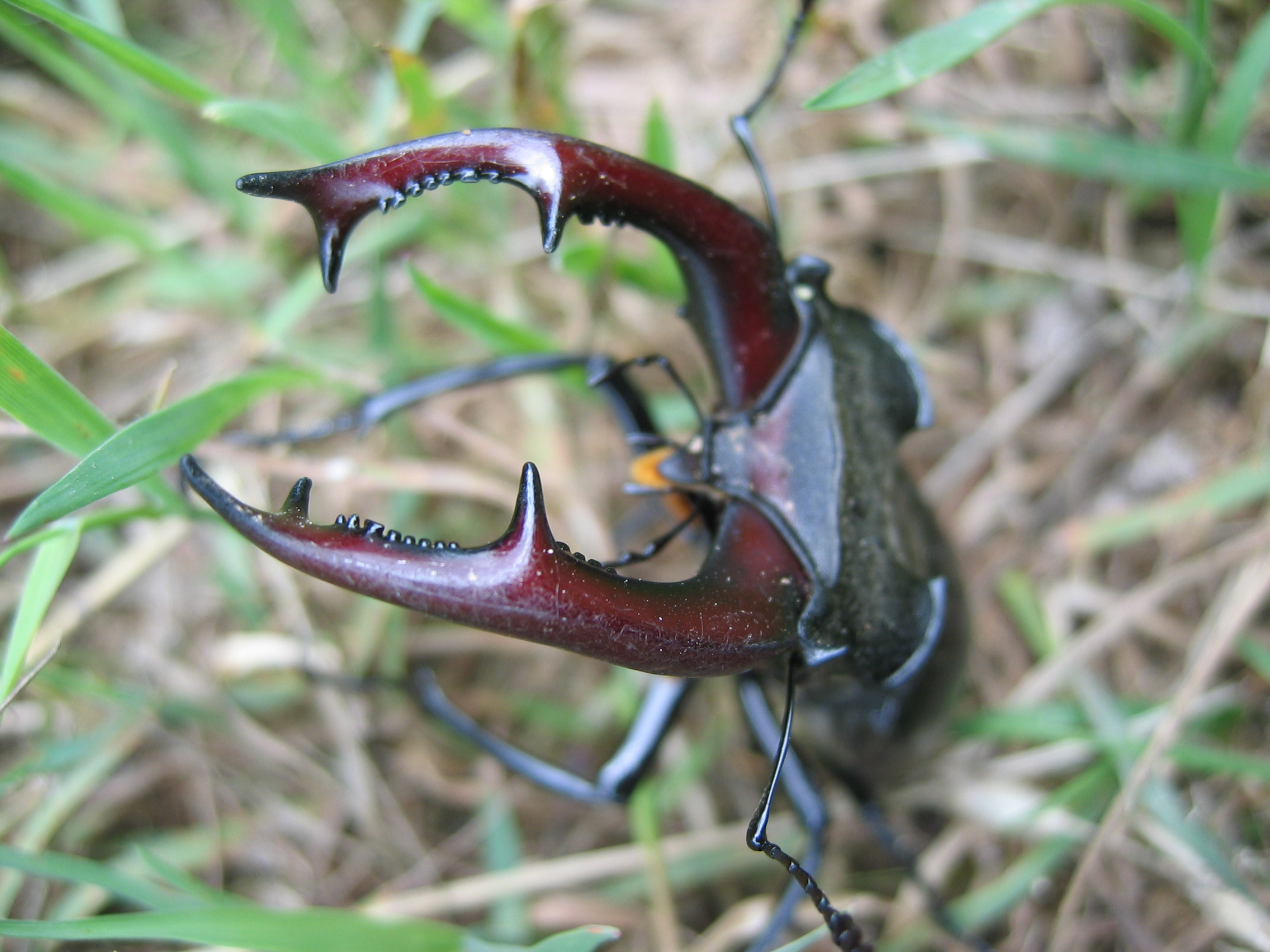
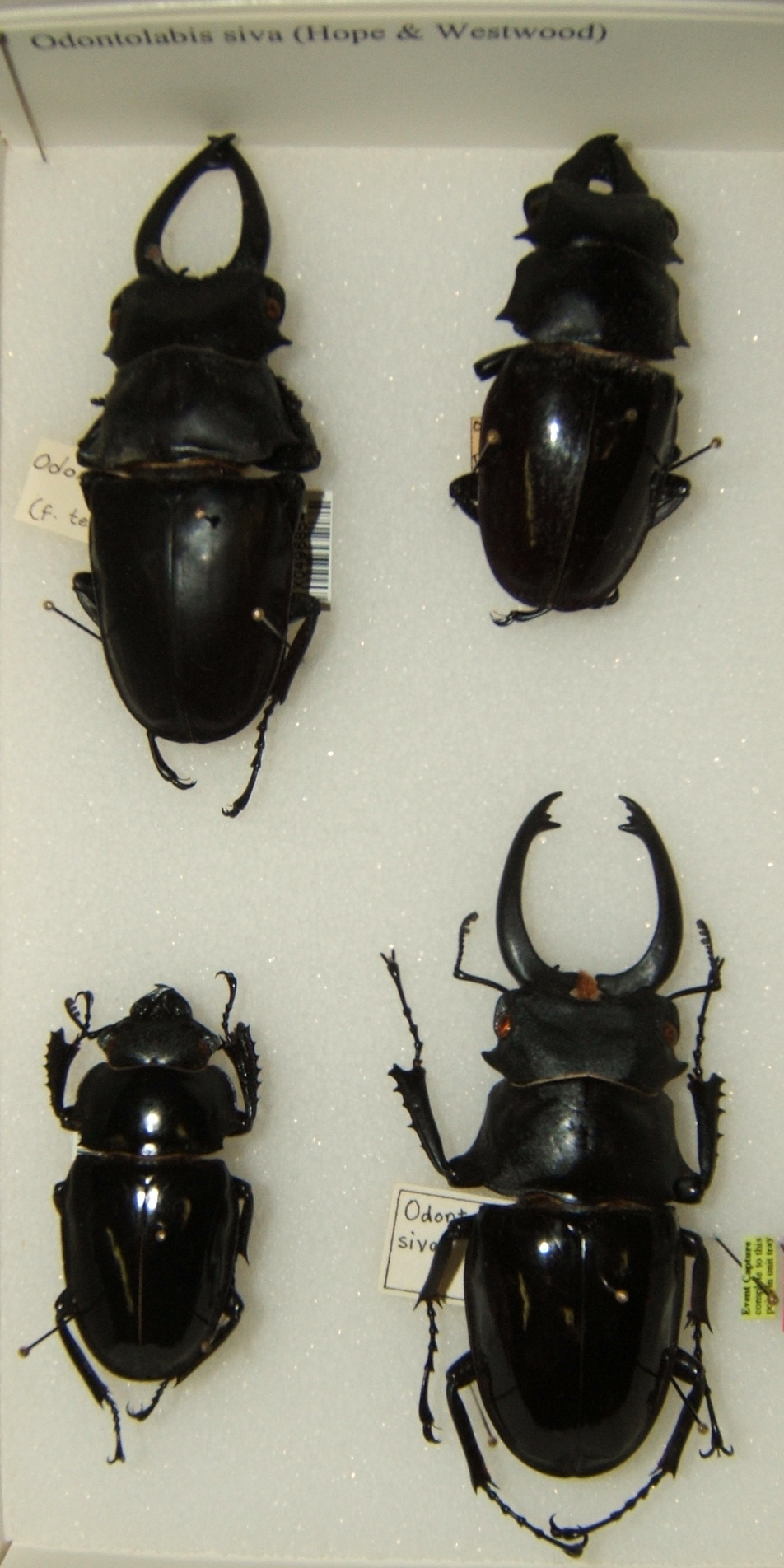
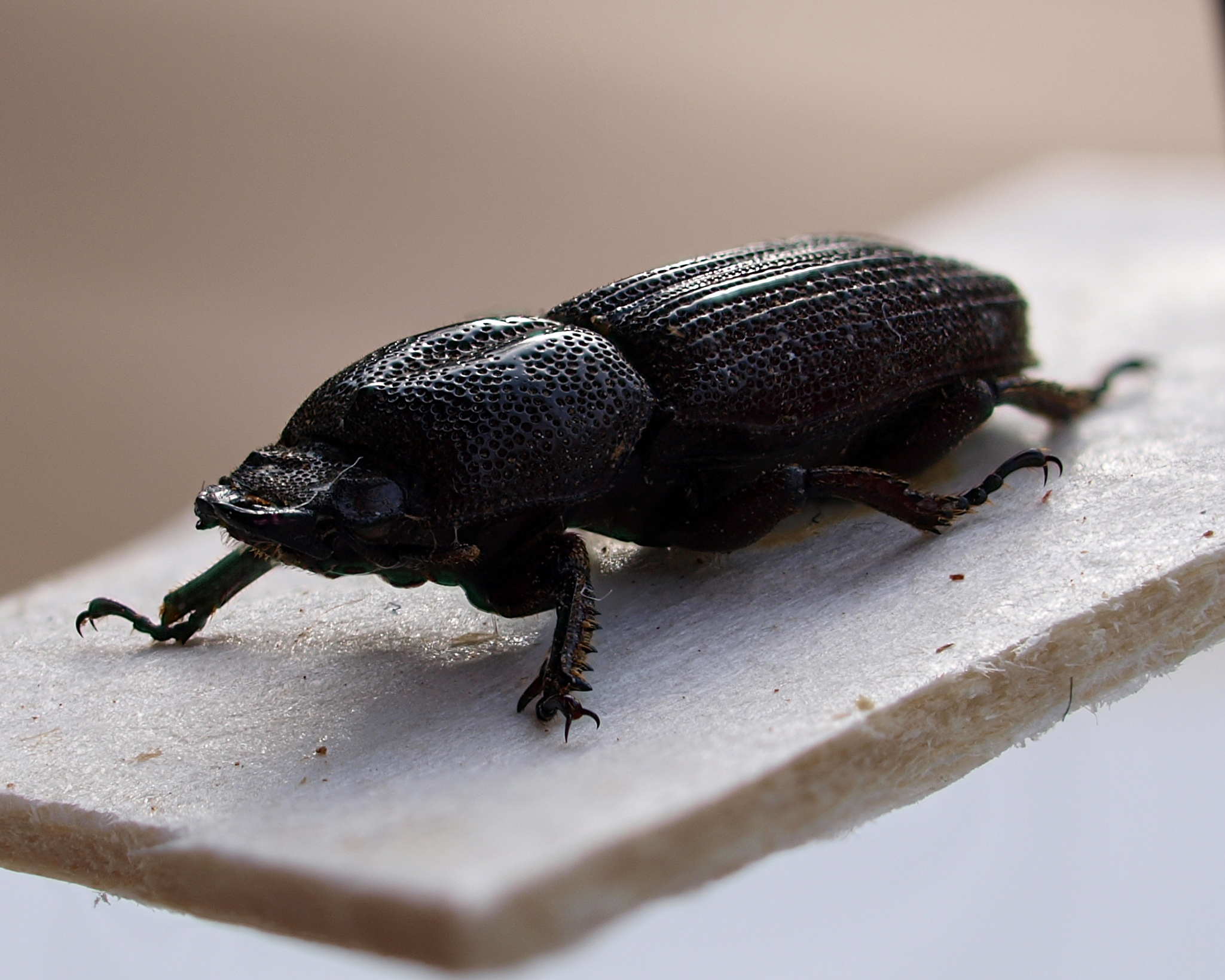